# Вицина (судно)
Вицина или витина (пол. witina) — историческая разновидность грузовых парусных плоскодонных судов с удлинённым корпусом, которые были распространены на реках Немане и Припяти в XIX веке. Грузоподъёмность типичной вицины достигала 240 тонн, длина — не более 40 метров, ширина — 8,5 метров. По описаниям современников, когда такое судно следовало вниз по реке с грузом 12 000 пудов, то его осадка достигала 1,75 аршина, а во время хода против течения налегке осадка составляла примерно 0,75 аршина. Вицины строились в основном в верховьях Немана и на берегах реки Щары.
По данным из Топографического описания Минской губернии за 1800 год вицины из бассейна реки Неман отличались от барок только своей грузоподъёмностью и размерами. Однако эти плавсредства считались характерным местным типам судов, типичным для реки Неман.